# Aktuariusz
Aktuariusz – profesjonalista z dziedziny obliczania ryzyka oraz wartości bieżącej projektów finansowych, w szczególności długoterminowych lub obarczonych ryzykiem. Tradycyjnie profesja aktuariusza związana jest z branżą ubezpieczeń, reasekuracji oraz planów emerytalnych (w Polsce: wycena rezerw na świadczenia pracownicze).

## Aktuariusz w towarzystwie ubezpieczeniowym
Aktuariusz w zakładzie ubezpieczeń (towarzystwie ubezpieczeniowym) odpowiada za wycenę zobowiązań wobec klientów oraz konstrukcję produktów tak, by oczekiwany poziom rezerw oraz strumień przyszłych przepływów pieniężnych zabezpieczył pokrycie tych zobowiązań. Głównymi obszarami aktywności zawodowej aktuariusza są:
- wycena produktów ubezpieczeniowych – kalkulacja składki, profilu zyskowności oraz ustalanie szczegółowych parametrów.
- ustalanie metod tworzenia rezerw techniczno-ubezpieczeniowych oraz wyznaczanie wysokości marginesu wypłacalności w zakładzie ubezpieczeń.
- kalkulacja ryzyka:
  - ubezpieczeniowego (związanego ze zobowiązaniami ubezpieczeniowymi wobec klientów oraz kosztami ich obsługi),
  - rynkowego (związanego z rynkiem papierów wartościowych oraz wysokością stóp procentowych),
  - kredytowego (związanego z kondycją finansową kontrahentów) oraz
  - operacyjnego.
- ustalanie i kontrola polityki dopasowania aktywów i zobowiązań (Asset/Liablity Management).
- wycena wartości firmy na podstawie metodyki Embedded Value (EV) oraz Appraisal Value. Kalkulacja podstawowych elementów wpływających na wzrost EV, będących podstawą oceny wartości dodanej pochodzącej z aktywności zarządu firmy.

## Certyfikacja w Polsce
W Polsce, aby zostać wpisanym do rejestru aktuariuszy, wymagane są (prócz złożenia z pozytywnym wynikiem egzaminów aktuarialnych przy Komisji Nadzoru Finansowego): wykształcenie wyższe, poświadczenie niekaralności w zakresie przestępstw przeciwko wiarygodności dokumentów i obrotowi gospodarczemu (wyciąg z KRK) oraz udokumentowany roczny staż zawodowy pod kierunkiem aktuariusza.
Egzaminy aktuarialne odbywają się co najmniej 2 razy w roku kalendarzowym i przeprowadzane są w formie dziewięciu testów:
- ekonomia
- matematyka finansowa
- matematyka ubezpieczeń na życie
- matematyka pozostałych ubezpieczeń osobowych i majątkowych
- modelowanie
- prawdopodobieństwo i statystyka
- prawo ubezpieczeniowe i prawo podatkowe
- rachunkowość i sprawozdawczość finansowa w zakładzie ubezpieczeń
- zarządzanie ryzykiem zakładu ubezpieczeń.

Rozwiązywanie każdej części testu trwa w zależności od bloku od 60 do 120 minut. Zakres tematyczny i szczegóły dotyczące sposobu przeprowadzania egzaminu określone zostały rozporządzeniem Ministra Rozwoju i Finansów z dnia 9 grudnia 2016 r. w sprawie egzaminu aktuarialnego (Dz.U. z 2021 r. poz. 1350).
Według stanu na 28 października 2024 w Polsce jest zarejestrowanych 445 aktuariuszy.
W praktyce aktuariusz powinien także posiadać wiedzę z zakresu:
- teorii prawdopodobieństwa i statystyki,
- rachunkowości ubezpieczeniowej,
- mikro- i makroekonomii,
- modelowania matematycznego,
- informatyki i baz danych,
- produktów (ubezpieczeniowych, emerytalnych), którymi się zajmuje.

## Regulacje prawne dotyczące zawodu aktuariusza

### Polska
Każdy zakład ubezpieczeń, zgodnie z ustawą z dnia 11 września 2015 r. o działalności ubezpieczeniowej i reasekuracyjnej (Dz.U. z 2024 r. poz. 838) ma obowiązek powołania aktuariusza. W przypadku ubezpieczeń na życie (tzw. Dział I) aktuariusz jest odpowiedzialny za kalkulację rezerw techniczno-ubezpieczeniowych, zaś w przypadku ubezpieczeń majątkowych i osobowych (Dział II), konieczna jest jego opinia zamieszczona w sprawozdaniu rocznym.
W polskim systemie prawnym nie istnieją żadne inne przepisy, które regulowałyby działalność aktuariuszy poza rynkiem ubezpieczeń.

### Unia Europejska
Krajowe stowarzyszenia aktuariuszy państw-członków Unii Europejskiej (oraz Islandii, Norwegii i Szwajcarii) współpracują ze sobą w ramach organizacji zwanej Groupe Consultatif Actuariel Européen. Groupe Consultatif zajmuje się między innymi realizowaniem w odniesieniu do aktuariuszy postanowień Dyrektywy UE nr 89/48/EEC (zmienionej Dyrektywą nr 2001/19/EC) o wzajemnej uznawalności uprawnień zawodowych. W praktyce wygląda to tak, iż aktuariusz uprawniony do wykonywania zawodu w jednym z krajów Unii Europejskiej (a także w: Islandii, Norwegii i Szwajcarii), może nabyć pełne uprawnienia zawodowe w innym z ww. krajów pod warunkiem:
- zgłoszenia się aktuariusza do krajowego stowarzyszenia w kraju docelowym, oraz
- odbycia 12-miesięcznego stażu aktuarialnego w kraju docelowym, albo
- zdania dodatkowych egzaminów lub testów w kraju docelowym.

Krajowe stowarzyszenia aktuarialne same określają dokładne reguły postępowania w zakresie wszystkich powyższych punktów.